# Вича Села
Вича Села је насељено место у општини Крапинске Топлице, Крапинско-загорска жупанија, Хрватска.

## Историја
До територијалне реорганизације у Хрватској била су у саставу старе општине Забок.

## Становништво
У попису становништва из 2011. године, Вича Села је имала 189 становника.
| Број становника према пописима | Број становника према пописима | Број становника према пописима | Број становника према пописима | Број становника према пописима | Број становника према пописима | Број становника према пописима | Број становника према пописима | Број становника према пописима | Број становника према пописима | Број становника према пописима | Број становника према пописима | Број становника према пописима | Број становника према пописима | Број становника према пописима | Број становника према пописима |
| ------------------------------ | ------------------------------ | ------------------------------ | ------------------------------ | ------------------------------ | ------------------------------ | ------------------------------ | ------------------------------ | ------------------------------ | ------------------------------ | ------------------------------ | ------------------------------ | ------------------------------ | ------------------------------ | ------------------------------ | ------------------------------ |
| 1857                           | 1869                           | 1880                           | 1890                           | 1900                           | 1910                           | 1921                           | 1931                           | 1948                           | 1953                           | 1961                           | 1971                           | 1981                           | 1991                           | 2001                           | 2011                           |
| 117                            | 134                            | 140                            | 190                            | 265                            | 193                            | 192                            | 204                            | 219                            | 203                            | 188                            | 159                            | 180                            | 174                            | 182                            | 189                            |